# August Derleth
August William Derleth (Sauk City, 24 febbraio 1909 – Sauk City, 4 luglio 1971) è stato uno scrittore statunitense.
Ha usato anche gli pseudonimi di Ernest Blyedown, Stephen Grendon, Kenyon Holmes, George Shelton, Michael West.

## Biografia
Figlio di William Julius Derleth e Rose Louise Volk, crebbe a Sauk City (Wisconsin). All'età di 16 anni vendette il suo primo racconto al magazine Weird Tales. Derleth scrisse racconti durante tutti i suoi quattro anni di studio presso la University of Wisconsin-Madison, in cui si laureò nel 1930. Durante gli anni universitari lavorò per un breve periodo come redattore al Mystic Magazine.
A metà degli anni trenta lavorò - prima come impiegato poi come presidente - nella locale direzione didattica e fondò un'associazione per promuovere i contatti tra genitori e insegnanti. Tenne anche alcune lezioni di letteratura americana presso l'università del Wisconsin.
Nel 1941 divenne redattore del quotidiano The Capital Times di Madison, posizione da cui si licenzierà nel 1960.
Si sposò il 6 aprile 1953 con Sandra Evelyn Winters; divorziarono sei anni dopo, e Derleth ottenne la custodia dei loro due figli, April Rose e Walden William. Nel 1960, Derleth cominciò a scrivere e pubblicare una rivista di poesia chiamata Hawk and Whippoorwill.
Morì il 4 luglio 1971 e venne sepolto nel cimitero di Sauk City.

### Carriera letteraria
Nonostante sia stato un autore molto prolifico in numerosi generi, Derleth è ricordato soprattutto per la sua amicizia con Howard Phillips Lovecraft e per il suo contributo ai Miti di Cthulhu (il termine, tra l'altro, fu coniato proprio da Derleth).
Gli scritti di Derleth sono incentrati sulla continua lotta tra il bene e il male, in linea con la sua visione cristiana del mondo e in contrasto con l'idea lovecraftiana di un universo privo di ogni legge morale.
Quando Lovecraft morì nel 1937, Derleth e Donald Wandrei raccolsero una serie di brevi racconti dello scrittore defunto e cercarono di farli pubblicare in un unico volume. Visto che gli editori mostravano ben poco interesse per la loro iniziativa, nel 1939 decisero di fondare una loro casa editrice, la "Arkham House"; il nome della società derivava dalla città immaginaria di Arkham, presente in numerosi racconti di Lovecraft. Nel 1939, la Arkham House pubblicò The Outsider and Others, una vasta collezione che conteneva gran parte dei racconti di Lovecraft. La seconda pubblicazione della neonata casa editrice fu Qualcuno nel buio, una raccolta di racconti horror scritti da Derleth.
A seguito della morte di Lovecraft, Derleth scrisse una serie di racconti basati su frammenti e note lasciate dallo scrittore di Providence. Questi racconti vennero pubblicati prima dalla rivista Weird Tales e in seguito anche sotto forma di libri veri e propri. Derleth firmava questi lavori con il proprio nome preceduto da quello di Lovecraft, e ciò ha sollevato in molti critici il dubbio che in realtà Derleth sfruttasse la notorietà di Lovecraft per pubblicizzare quelle che essenzialmente erano proprie opere, come, in effetti, infine, è stato accertato.
Molti studiosi di Lovecraft, tra cui Dirk W. Mosig e S. T. Joshi, erano altresì insoddisfatti dell'invenzione da parte di Derleth del termine Miti di Cthulhu, ma nessuno può negare il grande merito di Derleth per aver dato notorietà alle opere di Lovecraft, pubblicandole e rendendole note al grande pubblico.
Da ricordare i suoi racconti polizieschi con protagonista Solar Pons, un detective assai simile al personaggio di Sherlock Holmes. Nel 1971 fu ammesso a far parte dei Baker Street Irregulars, associazione letteraria che riunisce i più grandi fan del detective.

## Opere
(parziale)

### Romanzi
- Il guardiano della soglia (The Lurker at the Treshold, 1945; con Howard Phillips Lovecraft)

### Racconti
- Servizio speciale (The Man Who Rode the Saucer, 1951), come Una bara di un metro, traduzione di Giorgio Monicelli, in Visto Anno II n. 2, NA, 1953
- Il cane che sapeva (Hector, 1951), traduzione di Giorgio Monicelli, in Visto Anno IV n. 5, NA, 1955
- Invasione (Invasion, 1953), come Il mistero della quercia, traduzione di Giorgio Monicelli, in Visto Anno II n. 4, NA, 1953
- L'avventura dei furti nel tempo (Racconto, The Adventure of the Snitch in Time, 1953; con Mack Reynolds), in Fantascienza 4, Garzanti, 1955
- Casa... con fantasma (House... with Ghost), come L'adorabile fantasma, in Giallo Selezione 64, Editoriale SAT, 1963
- La coperta trapunta (The Patchwork Quilt, 1964), traduzione: Wanda Ricotti, in Horror I, Sugar, 1965
- Il sopravvissuto (The survivor)
- La lampada di Alhazred (The lamp of Alhazred)
- L'antenato (The ancestor)
- L'eredità di Peabody
- Il giorno di Wentworth
- L'ombra venuta dallo spazio (The shadow out of space)
- La stanza sbarrata (The shattered room)
- Il pescatore di Falcon Point
- La valle delle streghe
- L'ombra nell'attico
- La confraternita delle tenebre (The dark brotherhood)
- L'orrore di Middle Span
- L'argilla di Innsmouth (The Innsmouth clay)
- L'abitatore delle tenebre
- Gli osservatori venuti dal tempo (The watchers out of time)
- Oltre la soglia
- La vedetta celeste
- La gola oltre Salapunco
- The House on Curwen Street